# Carex atratiformis
Espèce
Classification phylogénétique
Carex atratiformis est une espèce de plantes du genre Carex et de la famille des Cyperaceae.